# 六卿
六卿，又称六官，在中国古代，泛指仅次于宰相、三公的高级大臣。始见于西周，不同文獻所指不同，基本上各代是沿襲周禮的記載而加以變化。

## 先秦
鄭康成注《尚書大傳》稱夏六卿者：「后稷、司徒、秩宗、司馬、作士、共工也」。鄭康成又稱秩宗，舜時官也。初堯冬官為共工，舜舉禹治水，改名司空以命之，後復為共工與虞。堯初天官為稷，至試舜謂之百揆，舜又命禹為之。漢代人認為這是夏之六卿。
《禮記·曲禮》的六卿，據後世之註解，太宰爲一卿，以象天時，並顯明隸屬太宰之官（太宗、太史、太祝、太士、太卜）。五卿法於地事，為司徒、司马、司空、司士、司寇。此五官，象地之五行。漢代人認為這是殷商之六卿。
《周礼》的六卿是指冢宰、司徒、宗伯、司马、司寇、司空，它们分别有另外的称号是天官、地官、春官、夏官、秋官、冬官。漢代人認為這是西周之六卿。

## 隋唐
隋唐以降，以吏、户、礼、兵、刑、工六部尚书分当天、地、四时官，称六卿，唐高宗时，曾改吏、户、礼、兵、刑、工六部尚书为天官、地官、春官、夏官、秋官、冬官尚书。